# Joyce Marcus
Joyce Marcus é uma arqueóloga latino-americana e professora do Departamento de Antropologia, Faculdade de Literatura, Ciências e Artes da Universidade de Michigan, na cidade de Ann Arbor. Ela também ocupa o cargo de curadora de arqueologia latino-americana do Museu de Arqueologia Antropológica da Universidade de Michigan. Marcus publicou extensivamente no campo da pesquisa arqueológica latino-americana. Seu foco tem sido principalmente nas civilizações zapotecas, maias e andinas costeiras da América Central e do Sul. Grande parte de seu trabalho de campo se concentrou no Vale de Oaxaca, no México. Ela é conhecida por seu "modelo dinâmico", hierarquia de quatro camadas e seu uso de estudo interdisciplinar.

## Biografia
Joyce Marcus nasceu na Califórnia. Ela registrou o recebimento de uma cópia da obra An Introduction to the Study of the Maya Hieroglyphs, por SG Morley do Dr. Robert F. Heizer em 1969 após uma temporada de campo em Lovelock, Nevada,bpor influenciá-la a entrar no campo dos hieróglifos.
Ela recebeu seu bacharelado na Universidade da Califórnia em Berkeley no ano de 1969, e passou a receber seu mestrado em 1971 e seu doutorado em 1974, ambos da Universidade de Harvard. Ela fez sua dissertação sob seu mentor, Tatiana Proskouriakoff, Gordon R. Willey, Jeremy A. Sabloff e Evon Z. Vogt. Seu livro, Emblem and State in the Classic Maya Lowlands: An Epigraphic Approach to Territorial Organization, é a versão publicada de sua dissertação.
Marcus passou toda a sua carreira docente na Universidade de Michigan, de 1973 até a atualidade, embora tenha sido convidada para dar palestras em todo o mundo. Tornou-se curadora de Arqueologia Latino-Americana do Museu de Antropologia da Universidade de Michigan em 1978. Ela também foi consultora do Museu Americano de História Natural em Nova Iorque, do Museu Universitário da Universidade da Pensilvânia, do Instituto Cotson de Arqueologia da Universidade da Califórnia, em Los Angeles, e do Museu Peabody da Universidade de Harvard.
Em 1997, Marcus foi eleita para Academia Nacional de Ciências e, em 2005, ela se tornou a primeira arqueóloga eleita para o conselho. Em 2005, a Universidade de Michigan concedeu-lhe o prêmio Robert L. Carneiro Distinguished University Professor of Social Evolution. Marcus também é membro da Academia Americana de Artes e Ciências, Sociedade Filosófica Americana e Instituto de Estudos Andinos. Ela é membro da American Anthropological Association, da Society for American Archaeology, da American Society for Etnohistory, da Midwest Andeanist Society e da Midwest Mesoamerican Society.
Ela recebeu financiamento do Fundo Nacional para as Humanidades, da Fundação Ford, do Bowditch Fund da Harvard University, Dumbarton Oaks, da American Association for University Women, da Fundação Nacional da Ciência, e da Universidade de Michigan.
William J. Folan a convidou para gravar os monumentos maias em Calakmul, Campech e arredores em 1983-1984. Ela fez pesquisas no Dumbarton Oaks Center for Pre-Columbian Studies em Washington, DC. Marcus frequentemente trabalha e publica com seu marido Kent V. Flannery. Marcus e Flannery dirigiram o Projeto de Ecologia Humana do Vale de Oaxaca com a Universidade de Michigan, um projeto de longo prazo projetado por Flannery.

## Prêmios
- 1979: Prêmio Henry Russel para Pesquisa Acadêmica da Universidade de Michigan
- 1992: Menção honrosa para livro de destaque nas ciências sociais e humanas pela "Latin American Studies Association" por seu livro Mesoamerican Writing Systems: Propaganda, Myth, and history in four Ancient Civilizations
- 1995: Prêmio de Excelência em Pesquisa em Literatura, Ciência e Artes da Universidade de Michigan.
- 1998-2005: Prêmio Elman Service, Professora de evolução cultural da Universidade de Michigan
- 2005: Robert L. Carneiro, professora distinta universitária de Evolução Social da Universidade de Michigan
- 2001: Premio Caniem na Arte: editorial no México por La Civilización Zapoteca: Como Evolucionó La Sociedad Urbana en el Valle de Oaxaca, escrito com Kent Flannery.
- 2003: Reconhecimento especial, Universidad Autónoma de Campeche.
- 2007: Distinguished Faculty Achievement Award, Universidade de Michigan, Prêmio Mentor, Universidade da Califórnia, San Diego
- 2008: Prêmio Cotson Book em arqueologia para Escavações em Cerro Azul, Peru: A Arquitetura e Cerâmica
- 2014: Bolsista correspondente da Academia Mexicana de la Historia.

## Obras publicadas

### Livros e monografias
- Marcus, Joyce (1976) Emblem and State in the Classic Maya Lowlands: An Epigraphic Approach to Territorial Organization. Dumbarton Oaks, Washington, D.C. (em inglês)
- Flannery, Kent V. and Joyce Marcus (editors) (1983) The Cloud People: Divergent Evolution of the Zapotec and Mixtec Civilizations (em inglês). School of American Research Series, Academic Press, NY. (This book resulted from a seminar, “The Cloud People: Evolution of the Zapotec and Mixtec Civilizations of Oaxaca, Mexico”, October 6–10, 1975 at the School of American Research in Santa Fe, New Mexico.)[11]
- Marcus, Joyce (1987) Late Intermediate Occupation at Cerro Azul, Perú. A Preliminary Report. Tech. Report 20, Museum of Anthropology, University of Michigan.
- Marcus, Joyce (1987) The Inscriptions of Calakmul: Royal Marriage at a Maya City in Campeche, Mexico. Tech. Report 21, Museum of Anthropology, Universidade de Michigan. (em inglês)
- Flannery, Kent V., Joyce Marcus, and Robert G. Reynolds (1989) The Flocks of the Wamani: A Study of Llama Herders on the Punas of Ayacucho, Peru. Academic Press, Nova Iorque. (em inglês)
- Marcus, Joyce (editor) (1990) Debating Oaxaca Archaeology. Anthropological Paper (em inglês), No. 84. Ann Arbor, Michigan: Museum of Anthropology, University of Michigan. (Resulted from a symposium at the 1987 Northeast Mesoamericanist Society meeting in Filadélfia, which was organized as a response to criticism by William Sanders.)[12]
- Marcus, Joyce (1992) Mesoamerican Writing Systems: Propaganda, Myth, and History in Four Ancient Civilizations. Princeton University Press, Princeton, Nova Jérsei. (em inglês)
- Flannery, Kent V. and Joyce Marcus (1994) Early Formative Pottery of the Valley of Oaxaca, Mexico. Prehistory and Human Ecology of the Valley of Oaxaca, No. 10. Memoir 27, Museum of Anthropology, Universidade de Michigan, Ann Arbor. (em inglês)
- Marcus, Joyce and Judith F. Zeitlin (editors) (1994) Caciques and Their People: A Volume in Honor of Ronald Spores. Anthropological Paper, No. 89, Museum of Anthropology, University of Michigan, Ann Arbor. (em inglês)
- Marcus, Joyce and Kent V. Flannery (1996) Zapotec Civilization: How Urban Society Evolved in Mexico's Oaxaca Valley. Thames & Hudson, Londres. (em inglês)
- Feinman, Gary M. and Joyce Marcus (editors) (1998) Archaic States. School of American Research, SAR Press, Santa Fe, Novo México. (em inglês)
- Marcus, Joyce (1998) Women's Ritual in Formative Oaxaca: Figurine-making, Divination, Death and the Ancestors. Memoir 33 of the Museum of Anthropology, University of Michigan, Ann Arbor. (em inglês)
- Marcus, Joyce and Kent V. Flannery (2001) La Civilización Zapoteca: Como Evolucionó La Sociedad Urbana en el Valle de Oaxaca. México: Fondo de Cultura Económica. (em espanhol)
- Flannery, Kent V. and Joyce Marcus (2005) Excavations at San José Mogote 1: The Household Archaeology. Memoir 40 do Museu de Antropologia, Universidade de Michigan, Ann Arbor. (em inglês)
- Marcus, Joyce and Charles Stanish (2006) Agricultural Strategies. Cotsen Institute of Archaeology, Cotsen Advanced Seminar No. 2, UCLA. (em inglês)
- Marcus, Joyce (2008) Excavations at Cerro Azul, Peru: The Architecture and Pottery. UCLA Cotsen Institute of Archaeology. (em inglês)
- Marcus, Joyce and Jeremy A. Sabloff (editors) (2008) The Ancient City: New Perspectives on Urbanism in the Old and New Worlds. Santa Fe: School for Advanced Research Press. (This book resulted from the Sackler Colloquium of the National Academy of Sciences, “Early Perspectives on Pre-industrial Urbanism” (em inglês), May 18–20, 2005 at the National Academy of Sciences in Washington DC.)[13]
- Marcus, Joyce (2008) Monte Albán. El Colegio de México, Fideicomiso Historia de las Américas, Fondo de Cultura Económica. (em espanhol)
- Marcus, Joyce and Patrick Ryan Williams (editors) (2009) Andean Civilization: A Tribute to Michael E. Moseley. Cotsen Institute of Archaeology, UCLA. (em inglês)
- Flannery, Kent V. and Joyce Marcus (2012) The Creation of Inequality: How Our Prehistoric Ancestors Set the Stage for Monarchy, Slavery, and Empire. Harvard University Press, Cambridge, M (em inglês)